# Мисерва
Мисерва — река в России, протекает в Клепиковском районе Рязанской области. Правый приток реки Гусь.

## География
Река Мисерва берёт начало в районе деревни Ахматово. Течёт на восток. Устье реки находится в 49 км по правому берегу реки Гусь. Длина реки составляет 12 км.

## Данные водного реестра
По данным государственного водного реестра России, относится к Окскому бассейновому округу, водохозяйственный участок реки — Ока от водомерного поста у села Копоново до впадения реки Мокша, речной подбассейн реки — бассейны притоков Оки до впадения Мокши. Речной бассейн реки — Ока.
По данным геоинформационной системы водохозяйственного районирования территории РФ, подготовленной Федеральным агентством водных ресурсов:
- Код водного объекта в государственном водном реестре — 09010102312110000026603
- Код по гидрологической изученности (ГИ) — 110002660
- Код бассейна — 09.01.01.023
- Номер тома по ГИ — 10
- Выпуск по ГИ — 0